# Les Artigues-de-Lussac
Les Artigues-de-Lussac è un comune francese di 1 042 abitanti situato nel dipartimento della Gironda nella regione della Nuova Aquitania.

## Società

### Evoluzione demografica
Abitanti censiti